# 自宮
自宮（じきゅう）とは自己去勢のことで、自らの意思で去勢手術を受けること。特に宦官制度が盛んであった中国において、宦官として就職するために自己去勢することを指す場合が多い。

## 歴史
中国の自宮宦官の始まりは、春秋時代の豎刁で、斉の桓公の後宮の管理を願い出て、自己去勢した。宦官の供給源は、隋代までは宮刑を受けた罪人が主流であったが、宦官が重く用いられて、その出世が注目されるようになると、就職のための自宮志願者が続出するようになり、唐代には宮刑が一旦廃止されるまでになった。
五代十国のひとつ南漢国は、特に宦官を重用したことで知られ、科挙の成績優秀者は、まず自宮させてから登用したほどであった。最後の皇帝劉鋹（在位958年 - 971年）の時代には、総人口100万人に対し自宮宦官が2万人もいた。
明代には宮刑が復活したものの、宦官の主な供給源は自宮で、宦官の数は約10万人まで増加した。 「皇明実録」によると、1612年（明の天啓元年）に政府が宦官の補欠3000人を募集したところ、自宮して応募した者が2万人に達し、自宮したものの不合格となった去勢者たちが生活のために追い剥ぎなどを働き、社会の不安定要因になったので、急遽募集人数を4500人に増やして救済したとされている。
清代には宮刑は再び廃止され、宦官はもっぱら自宮した者が充てられた。本人の意思で去勢した者のほか、親の命令で少年時代に去勢手術を受ける者も多かったという。

## 方法
清代末期には、低級官吏である七品官の畢五家と小刀劉の2家が、政府公認の手術小屋「小廠（チャンツ）」を開いていて、そこで「刀子匠（タオツチャン=切り師）が、去勢手術を請け負っていた。
ここでの手術の方法については、19世紀後半のイギリス人の研究家ステント（G.Carter.Stent）が1877年に『Chinese Eunuchs』と題して発表した記録が残されている。それによると、裸にした自宮志願者をオンドルの上に座らせ、刀子匠の弟子に身体を押さえつけさせてから、刀子匠が、やや反り返った形状の刃物で、根元を緊縛して勃起させた男性器を、麻酔もなしで切り落としたという。術後は出血を熱した灰で止め、尿道に金属の栓をして尿道が塞がるのを防いだが、傷口は縫合されることもなく紙で包まれるだけであった。3日後に尿道の栓を抜くまでは水を飲むことも禁止され、傷が癒えて起き上がるまでには2ヶ月を要したとのことである。
なお、中国以外においては、睾丸の摘出や陰嚢の切除だけで宦官として登用した例も多いが、中国の自宮は残された記録で見る限り、男性器全てを切り落とす完全去勢の方法で行われていたようである。

## 志願者のその後
刀子匠は「切断された男性器」を、腐敗しないように加工し、壷に入れて保存した。去勢の傷が癒えてから、自宮志願者が宦官として就職するときに、これを去勢の証明として持参しなければならなかった。この「切断された男性器」は「宝（パオ）」と呼ばれ、宦官が死後、埋葬されるときは、棺の中に入れられたという。宦官は、排尿も生涯しゃがんで行わなければならなかった。これについては、辛亥革命で中華民国が成立して、宦官制度が廃止され、紫禁城を追放されて職を失った少年宦官に金を渡して、排尿の様子を観察したという記録が残っている。